# Zangī Kūh
Zangī Kūh (persiska: زنگی كوه, داغ زَنگی) är en ort i Iran.   Den ligger i provinsen Zanjan, i den nordvästra delen av landet, 300 km nordväst om huvudstaden Teheran. Zangī Kūh ligger 2 076 meter över havet och antalet invånare är 160.
Terrängen runt Zangī Kūh är varierad. Runt Zangī Kūh är det ganska glesbefolkat, med 47 invånare per kvadratkilometer. Närmaste större samhälle är Armaghānkhāneh, 14,0 km sydost om Zangī Kūh. Trakten runt Zangī Kūh består i huvudsak av gräsmarker.